# Левин, Исаак Ильич
Исаа́к Ильи́ч Ле́вин (12 июля 1887, Киев — 25 апреля 1945, США) — российский экономист. Доктор политэкономии Фрейбургского университета.

## Биография
Окончил 2-ю Киевскую гимназию, после чего поступил на экономическое отделение Санкт-Петербургского политехнического института, где его преподавателем был Пётр Бернгардович Струве. В 1905 году прервал учебу и уехал в Лейпциг. В 1906 году возобновил занятия в Политехническом институте и закончил в 1910 году.
За границей посещал семинары в университетах Фрейбурга, Лейпцига и Мюнхена. Печатался в «Известиях Общества финансовых реформ», Русской мысли, Русских ведомостях, Русской молве, Руси. Автор статей о синдикатах, банках в России.
Во время гражданской войны эмигрировал, до 1929 года жил в Германии, где был владельцем банка, который обанкротился в 1929 году. Затем уехал во Францию, а оттуда в Бразилию и США. Печатался под псевдонимом Джек Ф. Нормано.
В 2010 году в Москве вышла книга о нем.

## Избранное
- Наша сахарная промышленность (СПб, 1908)
- Свекло-сахарная промышленность в России (СПб, 1910)
- Normano J. F. The Spirit of Russian Economics. — New York 1945.
- Левин И. И. Акционерные коммерческие банки в России. — М.: Дело, 2010. — 512 с. — ISBN 978-5-7749-0618-5